# Lathyrus ochrus
Espèce
Synonymes
- Pisum ochrus L.[1] [2]

Lathyrus ochrus, la Gesse ocre, est une espèce de plantes à fleurs de la famille des Fabaceae. C'est une plante herbacée méditerranéenne.
Il s'agit d'une plante de type annuel. Elle mesure environ 20 à 100cm. Elle était anciennement cultivée dans l'Est de la Méditerranée.